# Pheia beebei
Pheia beebei là một loài bướm đêm thuộc phân họ Arctiinae, họ Erebidae.